# Atletica leggera ai Giochi della XXXI Olimpiade - 1500 metri piani maschili

Video della finale

Ai Giochi della XXXI Olimpiade, che si sono tenuti a Rio de Janeiro nel 2016, la competizione dei 1500 metri piani maschili si è svolta tra il 16 e il 20 agosto presso lo Stadio Nilton Santos.

## Presenze ed assenze dei campioni in carica
Per i campionati europei si considera l'edizione del 2014.
| Competizione         | Atleta                      | Prestazione | Rio 2016     |
| -------------------- | --------------------------- | ----------- | ------------ |
| Olimpiadi 2012       | Taoufik Makhloufi           | 3'34"08     | Presente     |
| Commonwealth 2014    | James Kiplagat Magut        | 3'39"31     | Non qual.    |
| Europei 2014         | Mahiedine Mekhissi-Benabbad | 3'45"60     | Solo 3000 s. |
| Africani 2015        | Mekonnen Gebremedhin        | 3'45”73     | Presente     |
| Mondiali 2015        | Asbel Kiprop                | 3'34"40     | Presente     |
|                      |                             |             |              |
| Mondiali junior 2012 | Hamza Driouch               | 3'40”02     | Assente      |

## La gara
Tutti i migliori passano i turni eliminatori. Nelle batterie ben 17 atleti corrono in meno di 3'40” (miglior tempo di Jakub Holusa con 3'38”31). Nel secondo turno il più veloce è Ronald Kwemoi con 3'39”42.

In finale non c'è un vero favorito. Ne risulta una gara tattica fino all'estremo. Il primo giro è completato in un minuto e sei secondi. Il secondo è ancora più lento: un minuto e 9! L'americano Centrowitz dà una scossa a due giri dalla fine. Prende il comando della gara ed accelera il ritmo. Il campione mondiale Asbel Kiprop lo segue, ma a 200 metri dalla fine viene sopravanzato dagli inseguitori.  Centrowitz regola la volata finale e vince con 11 centesimi sull'algerino Taoufik Makhloufi e 24 centesimi sul neozelandese Nick Willis. Il vincitore ha percorso l'ultimo giro in 55”41. Gli ultimi 600 metri sono stati percorsi in 1'17”8 e gli ultimi 800 metri in 1'49”8.
Per Makhloufi è il secondo argento a Rio de Janeiro dopo il secondo posto sugli 800 metri.

Il tempo complessivo è il peggiore dal 1932.

## Risultati

### Batterie
Qualificazione: i primi sei di ogni batteria (Q) e i successivi 7 migliori tempi (q).

#### Batteria 1
| Posizione | Atleta                      | Nazionalità         | Tempo   | Note |
| --------- | --------------------------- | ------------------- | ------- | ---- |
| 1         | Asbel Kiprop                | Kenya               | 3'38"97 | Q    |
| 2         | Ryan Gregson                | Australia           | 3'39"13 | Q    |
| 3         | Ayanleh Souleiman           | Gibuti              | 3'39"25 | Q    |
| 4         | Chris O'Hare                | Regno Unito         | 3'39"26 | Q    |
| 5         | Matthew Centrowitz          | Stati Uniti         | 3'39"31 | Q    |
| 6         | Fouad Elkaam                | Marocco             | 3'39"51 | Q    |
| 7         | David Bustos                | Spagna              | 3'39"73 | q    |
| 8         | Charles Philibert-Thiboutot | Canada              | 3'40"04 | q    |
| 9         | Julian Matthews             | Nuova Zelanda       | 3'40"40 |      |
| 10        | Florian Carvalho            | Francia             | 3'41"87 |      |
| 11        | Thiago André                | Brasile             | 3'44"42 |      |
| 12        | Santino Kenyi               | Sudan del Sud       | 3'45"27 |      |
| 13        | Saud Al-Zaabi               | Emirati Arabi Uniti | 4'02"35 |      |
| -         | Aman Wote                   | Etiopia             | NP      |      |

#### Batteria 2
| Posizione | Atleta                  | Nazionalità               | Tempo   | Note                          |
| --------- | ----------------------- | ------------------------- | ------- | ----------------------------- |
| 1         | Taoufik Makhloufi       | Algeria                   | 3'46"82 | Q                             |
| 2         | Elijah Motonei Manangoi | Kenya                     | 3'46"83 | Q                             |
| 3         | Robby Andrews           | Stati Uniti               | 3'46"97 | Q                             |
| 4         | Nathan Brannen          | Canada                    | 3'47"07 | Q                             |
| 5         | Mekonnen Gebremedhin    | Etiopia                   | 3'47"33 | Q                             |
| 6         | Brahim Kaazouzi         | Marocco                   | 3'47"39 | Q                             |
| 7         | Homiyu Tesfaye          | Germania                  | 3'47"44 | q                             |
| 8         | Hamish Carson           | Nuova Zelanda             | 3'48"18 |                               |
| 9         | Adel Mechaal            | Spagna                    | 3'48"41 |                               |
| 10        | Charlie Grice           | Regno Unito               | 3'48"51 | q                             |
| 11        | Paulo Lokoro            | Atleti Olimpici Rifugiati | 4'03"96 |                               |
| 12        | Augusto Ramos Soares    | Timor Est                 | 4'11"35 | Miglior prestazione personale |
| –         | Abdi Waiss Mouhyadin    | Gibuti                    | Rit.    |                               |
| –         | Filip Ingebrigtsen      | Norvegia                  | Squal.  | R163.2                        |

#### Batteria 3
| Posizione | Atleta                 | Nazionalità   | Tempo   | Note |
| --------- | ---------------------- | ------------- | ------- | ---- |
| 1         | Jakub Holusa           | Rep. Ceca     | 3'38"31 | Q    |
| 2         | Ronald Kwemoi          | Kenya         | 3'38"33 | Q    |
| 3         | Abdalaati Iguider      | Marocco       | 3'38"40 | Q    |
| 4         | Ronald Musagala        | Uganda        | 3'38"45 | Q    |
| 5         | Henrik Ingebrigtsen    | Norvegia      | 3'38"50 | Q    |
| 6         | Nicholas Willis        | Nuova Zelanda | 3'38"55 | Q    |
| 7         | Benson Kiplagat Seurei | Bahrein       | 3'38"82 | q    |
| 8         | Pieter-Jan Hannes      | Belgio        | 3'38"89 | q    |
| 9         | Ben Blankenship        | Stati Uniti   | 3'38"92 | q    |
| 10        | Dawit Wolde            | Etiopia       | 3'39"29 | q    |
| 11        | Salim Keddar           | Algeria       | 3'40"63 |      |
| 12        | Luke Mathews           | Australia     | 3'44"51 |      |
| 13        | İlham Tanui Özbilen    | Turchia       | 3'49"02 |      |
| 14        | Mohammed Rageh         | Yemen         | 3'58.99 |      |
| 15        | Erick Rodriguez        | Nicaragua     | 4'00"30 |      |

### Semifinali
Qualificazione: i primi cinque di ogni batteria (Q) e i successivi 2 migliori tempi (q).

#### Semifinale 1
| Posizione | Atleta                 | Nazionalità   | Tempo   | Note |
| --------- | ---------------------- | ------------- | ------- | ---- |
| 1         | Asbel Kiprop           | Kenya         | 3'39"73 | Q    |
| 2         | Taoufik Makhloufi      | Algeria       | 3'39"88 | Q    |
| 3         | Nicholas Willis        | Nuova Zelanda | 3'39"96 | Q    |
| 4         | Ben Blankenship        | Stati Uniti   | 3'39"99 | Q    |
| 5         | Charlie Grice          | Regno Unito   | 3'40"05 | Q    |
| 6         | Abdalaati Iguider      | Marocco       | 3'40"11 | q    |
| 7         | Nathan Brannen         | Canada        | 3'40"20 | q    |
| 8         | Benson Kiplagat Seurei | Bahrein       | 3'40"53 |      |
| 9         | Jakub Holusa           | Rep. Ceca     | 3'40"83 |      |
| 10        | Dawit Wolde            | Etiopia       | 3'41"42 |      |
| 11        | Henrik Ingebrigtsen    | Norvegia      | 3'42"51 |      |
| 12        | Pieter-Jan Hannes      | Belgio        | 3'43"71 |      |
| 13        | Brahim Kaazouzi        | Marocco       | 3'48"66 |      |

#### Semifinale 2
| Posizione | Atleta                      | Nazionalità | Tempo   | Note     |
| --------- | --------------------------- | ----------- | ------- | -------- |
| 1         | Ronald Kwemoi               | Kenya       | 3'39"42 | Q        |
| 2         | Ayanleh Souleiman           | Gibuti      | 3'39"46 | Q        |
| 3         | Matthew Centrowitz          | Stati Uniti | 3'39"61 | Q        |
| 4         | Ryan Gregson                | Australia   | 3'40"02 | Q        |
| 5         | Ronald Musagala             | Uganda      | 3'40"37 | Q        |
| 6         | Mekonnen Gebremedhin        | Etiopia     | 3'40"69 |          |
| 7         | Homiyu Tesfaye              | Germania    | 3'40"76 |          |
| 8         | Charles Philibert-Thiboutot | Canada      | 3'40"79 |          |
| 9         | Fouad Elkaam                | Marocco     | 3'40"93 |          |
| 10        | Chris O'Hare                | Regno Unito | 3'44"27 |          |
| 11        | David Bustos                | Spagna      | 3'56"54 | q R163.2 |
| –         | Elijah Manangoi             | Kenya       | NP      |          |
| –         | Robby Andrews               | Stati Uniti | Squal.  | R163.4   |

### Finale
| Record mondiale      | Hicham El Guerrouj | 3'26"00 | Roma       | 14 luglio 1998    |
| Record olimpico      | Noah Ngeny         | 3'32"07 | Sydney     | 29 settembre 2000 |
| Capolista stagionale | Asbel Kiprop       | 3'29"33 | Birmingham | 5 giugno 2016     |

Sabato 20 agosto, ore 21:00.
| Pos.    | Atleta             | Età | Nazione       | Tempo   | Note |
| ------- | ------------------ | --- | ------------- | ------- | ---- |
| Oro     | Matthew Centrowitz | 27  | Stati Uniti   | 3'50"00 |      |
| Argento | Taoufik Makhloufi  | 28  | Algeria       | 3'50"11 |      |
| Bronzo  | Nick Willis        | 33  | Nuova Zelanda | 3'50"24 |      |
| 4       | Ayanleh Souleiman  | 24  | Gibuti        | 3'50"29 |      |
| 5       | Abdalaati Iguider  | 29  | Marocco       | 3'50"58 |      |
| 6       | Asbel Kiprop       | 27  | Kenya         | 3'50"87 |      |
| 7       | David Bustos       | 26  | Spagna        | 3'51"06 |      |
| 8       | Ben Blankenship    | 27  | Stati Uniti   | 3'51"09 |      |
| 9       | Ryan Gregson       | 26  | Australia     | 3'51"39 |      |
| 10      | Nathan Brannen     | 34  | Canada        | 3'51"45 |      |
| 11      | Ronald Musagala    | 24  | Uganda        | 3'51"68 |      |
| 12      | Charlie Grice      | 23  | Gran Bretagna | 3'51"73 |      |
| 13      | Ronald Kwemoi      | 21  | Kenya         | 3'56"76 |      |